# Внешняя политика Великого княжества Литовского
Внешняя политика Великого княжества Литовского была тесно взаимосвязана с политикой внутренней и имела три основных направления: западное, восточное и южное. С течением времени приоритеты в ней менялись. В XIV веке государство вело напряжённую борьбу с немецкими орденами и татарскими ханствами. В конце XIV—XVI веков выяснялись отношения с Польшей, решалась проблема литовско-польского союза (Кревская уния 1385 года). Другим важным направлением стали отношения с Московским государством, главным конкурентом в деле объединения русских земель. В середине XVI века государство ослабело и уже не могло противостоять Москве. Более того, возникла угроза самому существованию державы. Международные обстоятельства подталкивали литвинов к более тесному государственному объединению с Польшей и подписанию Люблинской унии в 1569 году. Королевство Польское и Литва образовали Речь Посполитую, а самостоятельную внешнюю политику прекратили. Однако литвинская шляхта неоднократно совершала шаги на международной арене без согласования с поляками.

## Организация
Изначально контроль над внешней и внутренней политикой имел исключительно великий князь. В дальнейшем государство постепенно приобретало статус ограниченной монархии. Среди причин этому — отмена областных княжений и введение системы наместничества, что содействовало количественному росту и политическому возвышению шляхты, которая не хотела неограниченной власти государя и добивалась больших прав для себя. Их интерес в участии во внешней политике был связан с возможностью беспошлинного вывоза за границу леса, зерна, скота и ввоза импортных товаров.
В XIV в. при великом князе литовском возникает совещательный орган — Дума. Она постепенно трансформировалась в высший орган исполнительной власти страны, став радой панов (паны-раду). Одним из членов органа был канцлер. В его компетенцию, помимо всего прочего, входило направление посольств и обеспечение их безопасности, а также подготовка международных договоров. Наиболее важные вопросы внешней политики обсуждались на вальном сейме.
Статья 10 акта Люблинской унии Великого княжества Литовского и Королевства Польского предусматривала, что «никакие союзы, трактаты и мирные условия не должны впредь совершаться и заключаться с другими народами и никакие посольства не должны быть посылаемы по важным делам в чужие страны без общего ведома и совета обоих народов». Формально руководство внешней политикой находилось в руках монарха, который являлся главой двух государств — королём польским и великим князем литовским. Центральным органом, осуществлявшим общее руководство дипломатической деятельностью в конце XVI — XVII в., стала канцелярия государя. Руководитель королевской канцелярии — канцлер — занимался формированием посольств и направлением их за рубеж, руководил составлением дипломатических документов и подписывал их, принимал донесения послов. В некоторых случаях он мог принимать иностранные посольства от имени короля. Канцлер являлся хранителем государственной печати, которой скреплялись международные договоры. 
Частично внешняя политика входила и в компетенции вального сейма. Депутаты могли выслушивать послов иностранных государств и обсуждать важные внешнеполитические проблемы. В XVII в. сейм получил исключительное право утверждать мирные договоры и союзы, решать вопросы, связанные с диппредставительствами, участвовать в составлении дипломатических документов. Сейм утверждал кандидатуры послов, направляемых за рубеж, и контролировал их деятельность.

## История

### Середина XIII в. — 1377 г.
При первых великих князьях, начиная с Миндовга, внешнеполитическая политика характеризовалась конфликтами с Галицко-Волынским княжеством, которое было обеспокоено усилением нового государства, собрав коалицию, куда вошли ятвяги, жемайты, ливонцы и полочане. Дабы разрушить альянс, Миндовг начал переговоры с ливонцами, приняв в 1252 году католичество. Однако позже, когда против рыцарей восстали пруссы и предложили литовцам объединиться в борьбе с немцами, он перешёл в язычество. Также удалось заключить мирное соглашение с галицким князем Даниилом и династический брак между его сыном Шварном и дочерью Миндовга.  Литва примирилась и с Полоцком. Неудачный поход антиливонской коалиции 1261 года вынудил Миндовга вернуться в католичество и в союзе со Шварном осуществить успешный военный поход против Мазовии. Кроме того, князь Литвы совершил военные набеги на владения галицко-волынских князей и на союзный им Брянск.
Его преемник Тройнат признал право Ливонского ордена осуществлять контроль над землями Нижнего Подвинья. Третий правитель, Войшелк, также не стремился обострять отношения с крестоносцами, а также Галицко-Волынским княжеством. Он признал себя вассалом брата Даниила Галицкого, волынского князя Василько Романовича, а Шварна пригласил «помогать» в управлении подвластными землями. В 1266 году Войшелк подчинил Дяволтвскую и Нальшанскую земли. При Тройдене начинается конфронтация с Волынским княжеством, поддержанным ордынцами, в то время как с Галицким установились дружеские отношения. Кроме того, он осуществил успешный поход на польский Люблин. Далее князь заключает династический брак между своей дочкой Гаудемундой (при крещении она приняла имя Софья) и князем Плоцка Болеславом. На балтийском направление князь поддерживал дружеские отношения с ятвягами и совершил поход на латгальские земли крестоносцев. Витень ещё больше сконцентрировался на борьбе с рыцарями и провёл ряд походов в Пруссию и Ливонию.
Во второй половине XIII в. совместная борьба против крестоносцев способствовала сближению Великого княжества Литовского с Полоцкой землёй, хотя первначально отношения между ними были напряжёнными.
Гедимин проводил активное расширение территории государства. При нём большая часть современной Белоруссии была включена в состав Литвы. В своей экспансии он использовал династические браки. Так, Гедимин заключил с витебским князем Ярославом союз, скрепив его браком между своим сыном Ольгердом и дочкой витебского князя Марией. Также продолжалась борьба с Галицко-Волынским княжеством. В 1324 году была одержана крупная победа в битве на реке Ирпень, после которой под власть Литвы попала часть современной Украины. Важное место во внешней политике Гедимина занимала борьба за Псков с Новгородской землёй. На восточном направлении правитель установил дружественные отношения со Смоленском и Тверью. Выдал дочь Марию замуж за тверского князя Дмитрия Михайловича. Нормализация отношений с Тверью осложнила отношения с Московским государством, которое соперничало с Тверью за право осуществлять контроль над Северо-Восточной Русью. Московские князья стремились распространить свою власть на Тверь, Смоленск и Новгород. В балтийском регионе в это время Гедимин продолжал воевать с крестоносцами. На этом фоне литвины начинают сближаться с поляками. В 1325 году была достигнута договорённость о заключении династического брака между дочерью великого князя литовского Альдоной (Анной) и сыном польского короля Владислава Локетека Казимиром.
При совместном правлении Ольгерда и Кейстута в литвинско-польских отношениях произошёл кризис из-за конфликта вокруг Волыни. Продолжается борьба с крестоносцами. На восточном направлении продолжается курс по расширению влияния на русских землях, укрпеляются контакты со Смоленском, а Ольгерд берёт в жёны тверскую княжну Ульяну. В это же время литовский князь заявлял, что «вся Русь должна принадлежать Литве». Ещё сильнее обостяется конкуренция с Москвой, что приводит к военному противостоянию. Конфронтация наблюдалась и в отношениях с новгородцами. На южном направлении проводится активное наступление на ордынские владения. После битвы на Синих Водах 1362 г. значительная часть современных украинских земель переходит к литвинам.

### 1377 — 1569 гг.

#### Западное направление
Первоначальный приоритет западного направления был обусловлен тем обстоятельством, что здесь в конце XIV – середине XV в. находились агрессивные соседи, внешнеполитическая активность которых напрямую угрожала суверенитету ВКЛ. 
В XIV – начале XV в. главным врагом Великого Княжества Литовского были немцы Тевтонского и Ливонского орденов. На фоне гражданской войны между Ягайло и Витовтом немецкие рыцари поддержали фракцию последнего, в ходе подписанного Салинского договора в 1398 году. Одним из условий была уступка Ордену прав на Жемайтию в обмен на военную помощь со стороны рыцарей. Кульминацией конфронтации стала Великая война 1409 – 1411 гг., в ходе которой крестоносцы потерпели поражение и отказывались от Жемайтии и ятвяжских земель в пользу ВКЛ. Дальнейшие события показали, что Орден ещё был способен сопротивляться. Новый конфликт с крестоносцами вспыхнул уже в 1414 г., а в 1422 г. началась очередная война, завершившаяся подписанием Мельнского мира. Согласно его условиям Орден окончательно уступил ВКЛ Жемайтию и Судавию. Мельнский договор положил начало нормализации взаимоотношений с Тевтонским орденом. После него ВКЛ на официальном уровне воздерживался от участия в войнах Польши против немцев. После секуляризации Тевтонского ордена в 1525 г., ВКЛ заключило договор с Княжеством Пруссией, которое подтверждало условия Мельнского соглашения. В 1545 г. состоялась личная встреча короля польского и великого князя литовского Сигизмунда ІІ Августа с прусским князем Альбрехтом Гогенцоллерном в Вильно, на которой были урегулированы пограничные, таможенные и торговые вопросы. В том же году были предприняты попытки по исправлению границы между ВКЛ и Пруссией. В последующий период литвинско-прусские отношения развивались как добрососедские.
Конфликты с немцами во многом привели к сближению с Польшей и заключению Кревской унии в 1385 году. Поляки выступали естественным союзником на западном направлении. Уния с королевством укрепила международные позиции ВКЛ, обеспечила относительный покой на его западных границах, позволила объединить усилия государств против общих противников. С другой стороны, в это же время Польша не прекращала усилий превратить польско-литвинский династический союз в реальное межгосударственное объединение, что в конечном итоге привидёт к возникновению Речи Посполитой. Эффективность двухстороннего сотрудничества особенно возрастала там, где совпадали государственные интересы стран. Ярчайшим примером стала победа в Грюнвальдской битве в 1410 году над тевтонскими рыцарями. Однако в постоянных шагах польской стороны об унии в форме инкорпорации существовала реальная опасность для сохранения государственной самостоятельности ВКЛ.
С Чехией и Венгрией государство было связано династическими униями (1471 г. и 1492 г. соответственно). Однако рассчитывать на их реальную помощь было трудно по причине расстояния и почти полного отсутствия общности интересов на международной арене. В лучшем случае можно было рассчитывать на их дипломатическую поддержку. Но после пресечения местной линии династии Ягеллонов (основатель — великий князь литовский Ягайло) даже это стало проблематичным. Контакты с Швецией активизировались в конце XV – начале XVI в. в связи с разработкой проекта литвинско-польско-шведской персональной унии, имевшей антимосковскую направленность. Однако смерть короля польского и великого князя литовского Александра в 1506 г. положила конец этим планам. Активизировать связи со Швецией удалось только с началом Ливонской войны 1558 – 1583 гг.
Наблюдались единичные контакты с Францией, которая пыталась воспрепятствовать расширению влияния в Европе Священной Римской империи и руководящей там династии Габсбургов. Правящая в ВКЛ и Польше династия Ягеллонов также вела борьбу с Габсбургами за контроль над Венгрией и Чехией, потому рассматривалась французскими Валуа в качестве потенциального союзника. Итогом взаимодействия были контакты, которые от имени ВКЛ осуществляли польские дипломаты. В 1500 г. в Буде был заключён польско-венгерско-французский политический союз, который в течение года должен был быть распространён и на ВКЛ. Однако данный союз не был реализован. Аналогичная судьба была и соглашение 1524 года короля польского и великого князя литовского Сигизмунда Старого с французским королём Франциском І. Оба эти договора имели антигабсбургскую направленность.
Священная Римская империя рассматривалась литвинами как политический противник. Конфронтация была вызванна противостоянием Ягеллонов и Габсбургов. Священная Римская империя пыталась разорвать польско-литвинскую унию через реализацию проекта королевской коронации великого князя Витовта, поддерживала антипольски настроенного великого князя
Свидригайло. После Прессбургско-Венского конгресса 1515 года начался период нормализации в отношении государств. Были налажены и династические контакты: первой и
третьей жёнами короля польского и великого князя литовского Сигизмунда ІІ Августа были дочери императора Фердинанда І Габсбурга Елизавета (1543 г.) и Екатерина (1553 г.). Однако с началом Ливонской войны отношения вновь ухудшились.

#### Восточное направление
С конца XV века происходила постепенная переориентация внешней политики ВКЛ на восточное направление, которое стало наиболее приоритетным. Тут произошли большие изменения, повлёкшие появление новой геополитической ситуации в Восточноевропейском регионе. Если в начале ВКЛ поддерживало контакты с суверенными Псковской и Новгородской землями, Тверским, Смоленским, Рязанским, Московским великими княжествами и конгломератом т.н. «верховских княжеств», где правили представители черниговской ветви династии Рюриковичей, то к концу XV в. главным и единственным самостоятельным субъектом здесь осталось Московское великое княжество, границы которого вплотную подошли к границам Литвы. 
К концу правления великого князя литовского Витовта государство превратилось в несомненного лидера в Восточноевропейском регионе и проводило активную политику по «собиранию русских земель». В 1404 г. было полностью включено в состав ВКЛ Смоленское великое княжество. К середине 1520-х гг. власть Витовта признали «верховские княжества» и Рязанское великое княжество, его влияние усилилось в Пскове, Великом Новгороде, Твери и даже в Москве, особенно после смерти зятя Витовта великого князя московского Василия І в 1425 году. Литвины максимально расширили свои границы, приобретя значительный международный авторитет. Однако преемники Витовта на троне Свидригайло Ольгердович и Сигизмунд Кейстутович, втянутые в династический конфликт и борьбу за престол, не смогли продолжать экспансионистскую политику на восточном направлении, а король польский и великий князь литовский Казимир вообще отказался от наступательной общерусской программы, поставив на первое место свою династическую политику в Чехии и Венгрии. Данными обстоятельствами не преминул воспользоваться основной соперник ВКЛ в борьбе за «русские земли» Московское великое княжество.
С геополитической точки зрения к концу XV в. военно-политическая инициатива в регионе перешла от ВКЛ, которое уже не имело необходимого потенциала для удержания своей огромной территории, к Московскому великому княжеству. Их противостояние неминуемо вело к открытым военным действиям. Причём великий князь московский Иван III Васильевич подготовился к их началу значительно лучше, создав антиягеллонскую коалицию, в которую наряду с Московским государством вошли ещё Крымское ханство и Молдавское княжество. Кроме того, с конца XV в. московский великий князь Иван ІІІ провозгласил себя защитником интересов православного населения ВКЛ, вмешавшись тем самым во внутренние дела западного соседа. Действительно, православие не было в ВКЛ господствующим, а только терпимым вероисповеданием, но терпимость эта была достаточно широкой и открытого насилия над православными в ВКЛ в данный период не было. Таким образом, с конца XV в. отношения Литвы и Московии обострились.
В 1487 г. в Москву приехал служить «со своими вотчинами» князь И. М. Перемышльский, в 1489 г. — князь Д. Ф. Воротынский и три князя из рода Белявских. Перешли на сторону Москвы князья Можайские, Лукомские и др. Конфронтация между Московским государством и ВКЛ привела вначале к необъявленной приграничной войне 1487—1494 гг., в результате которой была сломана вся литовская приграничная полоса с Московским государством. В 1492 году, после смерти великого князя литовского Казимира, Иван III совершил несколько успешных походов на земли ВКЛ. Новый великий князь литовский Александр Казимирович торопился завершить войну. Были достигнуты мирная и брачная договоренности. Иван III выдал свою дочь Елену за Александра Казимировича. По мирной договоренности к Московскому княжеству отошли Вяземское княжество и часть Верховских княжеств. За Иваном III было признано право на Новгород, Псков, Тверь, Рязань. За московским государем закрепился титул «великого князя всея Руси». Однако противоречия между ВКЛ и Московским государством не были ликвидированы. Иван III готовился к войне. Причиной послужил переход ряда крупных феодалов ВКЛ в пределы Московского государства. Иван III принял их на службу и в 1500 г. объявил войну ВКЛ, которая, как и последующие конфликты 1507—1508 и 1512—1522 годов, окончилась успехом для Москвы.

#### Южное направление
На южном направлении своей внешней политики ВКЛ контактировало с татарскими Ордами и Молдавским княжеством. Господство Золотой Орды над землями южной и юго-восточной Руси мешало планам великих князей литовских по собиранию русских земель, что обусловило конфликты между литвинами и ордынцами. При князе Витовте Литва активно вмешалась в гражданскую войну в государстве и играла на внутренних противоречиях, дабы тем самым поддорвать могущество соседа. Во многом именно действия Витовта поспособствовали распаду Золотой Орды. Однако это создало лишь новые проблемы, так как теперь на южном направлении количество контрагентов ВКЛ увеличилось, и теперь вместо одного государства приходилось работать с тремя — Большой Ордой, Крымским ханством и, эпизодически, Ногайской ордой. 
С Большой Ордой удалось установить союзнические отношения. Два государства вместе противостояли Москве. Отношения с Крымским ханством эволюционировали от добрососедских до враждебных, а затем неустойчивых. Причиной тому послужила переориентация при Хаджи Герае и Менгли Герае в политике ханства с Литвы на Москву. В 1480 году был заключён московско-крымский союз, имевший антилитовскую направленность и положивший начало регулярным набегам крымских татар на южные земли ВКЛ. Пик нападений пришёлся на конец XV – начало XVI века. Власти ВКЛ активно использовали как военные, так и дипломатические методы для защиты южных рубежей. Использовали они и прямой подкуп, т. н. «поминки» («упоминки»), которые выплачивались в денежном либо товарном эквиваленте. 
С Молдовой, за исключением единичных инцидентов, например, на рубеже 1393—1394 гг. и в 1495 г., сохранялись мирные отношения. Своеобразной точкой отсчёта, повлиявшей на характер литвинско-молдавских отношений, можно считать 26 сентября 1387 г., когда молдавский господарь Пётр I Мушат принёс вассальную присягу королю польскому и великому князю литовскому Владиславу ІІ Ягайго, его жене полькой королеве Ядвиге и Короне Королевства Польского. При правлении государя Штефана І, женой которого была неизвестная родственница Ягайло, Молдова поддерживала борьбу литвинов с татарами. Более того, государь участвовал в битве на Ворскле. Государь Александр I Добрый был женат сна сестре Витовта Римгайле. Брак продлился только год и по неизвестным причинам завершился разводом, официальной причиной которого была третья степень родства мужа и жены. Позже данный эпизод был сглажен браком старшего сына господаря Александра Ильи с Марией Гольшанской, сестрой королевы Софьи, четвёртой жены Ягайло. 
В XVI веке литвинско-молдавские контакты значительно ослабли, что было связано с падением международного престижа Молдавии, которая всё больше попадала в зависимость от Османской империи. В 1540-е годы они стали вообще единичными и касались в основном мелких пограничных конфликтов.

### 1569 — 1795 гг.
ВКЛ неоднократно отказывалось исполнять положения Люблинской унии о проведении совместной внешней политики. В 1573 г. представители Литвы без предварительного совета с поляками предложили московскому царю Фёдору Ивановичу свою поддержку в занятии престола Речи Посполитой при условии возвращения Усвят, Озерища, Полоцка и Смоленска и сохранения свобод и привилегий шляхты. В том же году литвины отказались от направления в Париж единой делегации для приглашения на престол Генриха Валуа, послав во Францию самостоятельную делегацию во главе с маршалком надворным Николаем Радзивиллом Сироткой. Делегация ВКЛ доставила новому монарху акт, подтверждающий его права на литовский великокняжеский престол. Также самостоятельно представители Литвы посещали Генриха после его бегства в 1574 г., выясняя вопрос о возможности его возвращения. В 1575 г. представители княжества без консультаций с поляками провели переговоры с императором Священной Римской империи Максимилианом II, претендовавшим на престол Посполитой. В 1587 г. соответствующие переговоры были проведены с московским царём Фёдором Ивановичем. 
В январе 1627 г. с согласия великого гетмана литовского Льва Сапеги Александр Гонсевский, командовавший литовским войском, заключил перемирие с командующим шведской армией Понтусом Делагарди. Данное перемирие было заключено без согласования с поляками и рассматривалось как заключенное только от имени литовцев. 
Крупнейшей акцией Литвы в области международных сношений стала попытка разрыва унии с Польшей, предпринятая в 1655 г. 10 августа на встрече в Риге посол Г. Любенецкий, направленный великим гетманом литовским Янушем Радзивиллом, и шведский генерал Магнус Делагарди составили проект договора о переходе ВКЛ под протекцию Швеции. Переговоры были продолжены в военном лагере Радзивилла в Кейданах и завершились 18 августа подписанием договора от имени литовской рады. Документ предусматривал создание шведско-литовского военно-политического союза при сохранении администрации, законов, печати, казны и войска ВКЛ. Великим князем литовским становился шведский король Карл X Густав. Однако инициатива Радзивилла не получила широкой общественной поддержки. 
Поляки были вынуждены считаться со стремлением литвинской элиты сохранить особый статус в сфере внешней политики. Её мнение принималось во внимание прежде всего в сношениях Речи Посполитой с Московским государством. Контакты с Москвой входили в компетенцию литовской канцелярии в Вильно, где готовилась соответствующая дипломатическая документация. Так, например, в 1582 г. при заключении Ям-Запольского мира делегация Речи Посполитой практически полностью состояла из литвинской шляхты. Со второй четверти XVII в. значимость представителей ВКЛ в составе делегаций стала снижаться и на первый план стали выходить поляки. Это вызывало недовольство у литовской знати, которая добивалась строгого учёта своих интересов на переговорах с московитами. 
Менее значительной была роль дипломатии ВКЛ в сношениях с государствами Европы, Османской империей и Крымским ханством, поскольку данные направления входили в сферу компетенции польской дипломатии. Однако такой порядок отнюдь не означал полного отстранения литвин от европейской политической жизни. В первой половине XVII в. представители ВКЛ посещали с миссиями различного рода Рим, Нидерланды, Францию. Во время посещения Франции в 1640 г. воеводой смоленским Кристофом Гонсевским произошёл дипломатический скандал. Превысив полномочия, данные ему королем Владиславом IV, Гонсевский вступил в переговоры с кардиналом Ришелье и заключил соглашение, обязывавшее Речь Посполитую разорвать отношения со Священной Римской империей. Поступок посла вызвал недовольство короля Владислава IV, который отказался утвердить Парижское соглашение. 
В XVIII в. значимость ВКЛ в международных сношениях продолжала снижаться. Упоминание о том, что Речь Посполитая является «государством двух народов», стало исчезать из дипломатических документов, в международной дипломатической практике её стали рассматривать как польское государство. Однако в силу своего геополитического положения ВКЛ ещё продолжало оказывать влияние. Именно литвины обратились в 1715 г. к Петру I с просьбой о посредничестве в деле урегулирования взаимоотношений с Саксонией. Во второй половине XVIII в. отдельные представители магнатских родов ВКЛ, выступавшие с позиций защиты своих узкосословных интересов, обращались за поддержкой к Екатерине II.